# Karl Wilhelm Philipp von Auersperg
Karl Wilhelm Philipp Auersperg (czes. Karel Vilém Auersperg) (ur. 1 maja 1814, zm. 4 stycznia 1890) – arystokrata czeski i polityk austriacki, premier Przedlitawii w latach 1867–1868.
Był bratem Adolfa von Auersperg, premiera Przedlitawii w latach 70.